# Eugeniusz Nurzyński
Eugeniusz Nurzyński (ur. 1953 w Gdańsku) – polski artysta fotograf. Członek Związku Polskich Artystów Fotografików, członek honorowy Gdańskiego Towarzystwa Fotograficznego.

## Życiorys
Ukończył szkołę fotograficzną w Poznaniu oraz filmoznawstwo na Uniwersytecie Łódzkim (praca magisterska o fotografii socjologicznej). Jest wykładowcą w Trójmiejskiej Szkole Fotografii (pracownia fotografii dokumentalnej i reporterskiej, pracownia srebrowa), prowadzącym wielu warsztatów, plenerów i spotkań fotograficznych. Jest autorem zdjęć do albumów, uczestnikiem jury konkursowych, wystaw i konkursów fotograficznych. Jest laureatem konkursów, zdobywcą nagród, medali i wyróżnień – jego prace brały udział w wielu wystawach pokonkursowych. Łącznie zdobył ponad 110 nagród i wyróżnień (głównie za zdjęcia reporterskie).
Jest laureatem m.in. konkursów „Gazety Wyborczej” i AGFA pod hasłem „Wielka szansa”, „Smak Życia”, organizowanego przez stowarzyszenie Taste Life Johnnie Walker oraz wielu pomorskich konkursów fotografii prasowej. Działalność – fotografia reporterska i dokumentalna (w szczególności – tematyka marynistyczna). Eksperymentuje z formą i kolorem, poszukując własnego języka w fotografii. 
W 1998 roku został przyjęty w poczet członków Fotoklubu Rzeczypospolitej Polskiej Stowarzyszenia Twórców. Decyzją Komisji Kwalifikacji Zawodowych Fotoklubu RP, otrzymał dyplom potwierdzający kwalifikacje do wykonywania zawodu artysty fotografa, fotografika (legitymacja nr 168). W działalności Fotoklubu RP uczestniczył do 2021.

## Wybrane wystawy
- „Foto Nowela” (2010)[38]
- „Polska w obiektywie” (2014)[39]
- „Życie Gdańska” (2014)[40]
- „Pomorskie porty i przystanie rybackie” (2015)[41]
- 70-lecie GTF. Wystawa jubileuszowa (2017)[42]
- „Bliżej”. Mała Galerii ZPAF w Toruniu (2023)[43]

## Projekty
Eugeniusz Nurzyński jest autorem cykli: „Rybacy z Orłowa”, „Górale z Chochołowa”, „Kurpie”, „Krajobraz po PGR-ach”, „Kaszubi”, „Hel”, „Stocznia Gdańska”, „Podlasie”, „Trzy Krainy”.